# Heidentum

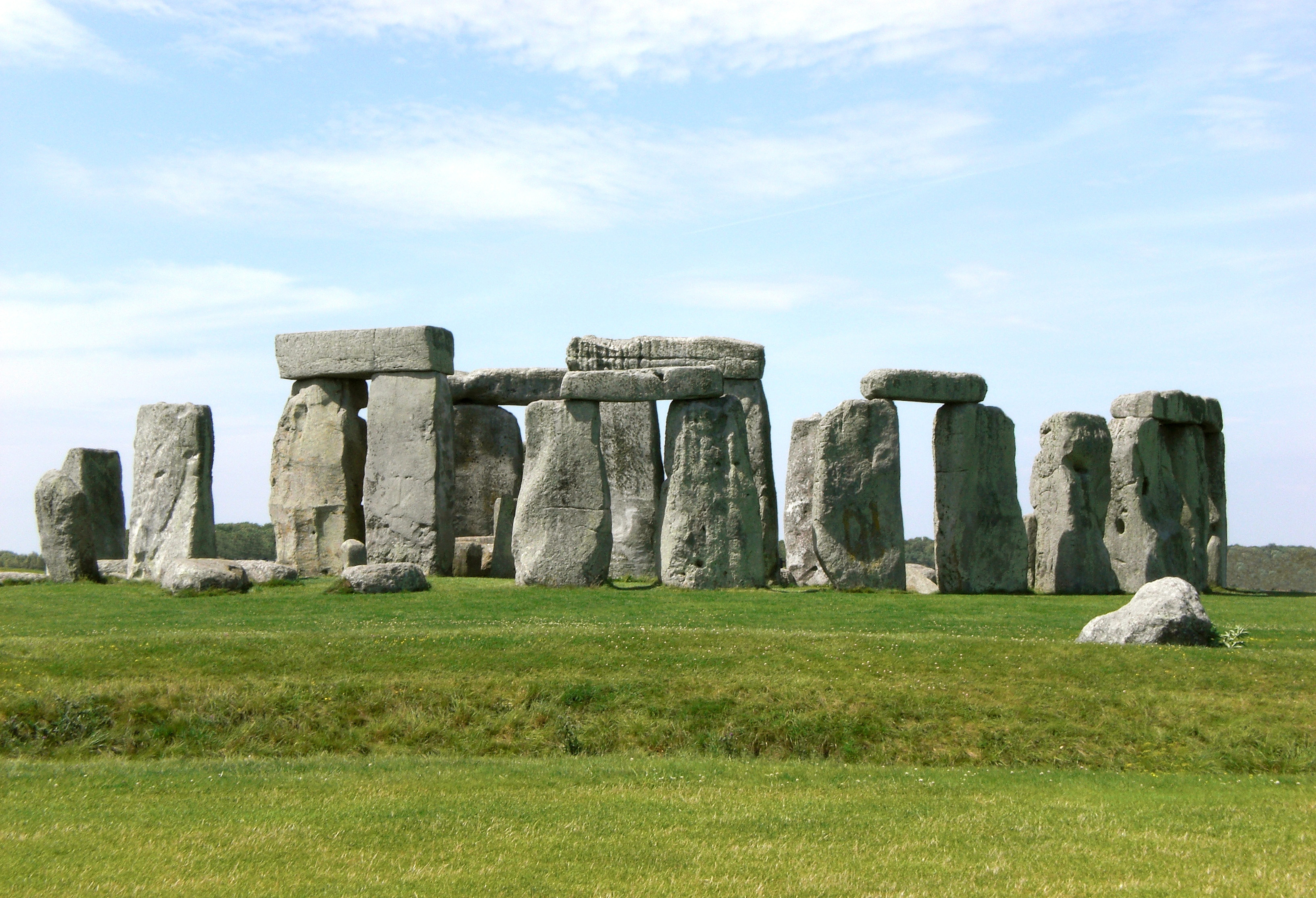
Stonehenge, eine „heidnische“ Kultstätte in England

Heidentum oder Paganismus (von lateinisch paganus „heidnisch“; wörtlich: „ländlich“, vergleiche lateinisch pagus „Dorf“) bezeichnet religionsgeschichtlich aus christlicher Sicht den Zustand, nicht zu einer der monotheistischen Religionen zu gehören. In Anlehnung an historische Texte aus Antike und Mittelalter werden diese in Europa und Vorderasien von Christen, Muslimen, Juden, Zoroastriern und Gnostikern wie Manichäern abgegrenzt. In den Quellen dieser Epochen ist die Verwendung aufgrund des religiösen Exklusivitätsanspruches häufig abwertend (pejorativ). In der neueren Forschungsliteratur wird Heidentum/heidnisch und Pagane/pagane Kulte – bezogen auf die Antike und das Mittelalter – wertneutral benutzt, um damit die Anhänger verschiedener Götterkulte von Christen, Juden, Zoroastriern und Manichäern zu unterscheiden.
Die negative Konnotation des Begriffs Heidentum findet sich noch im heutigen Sprachgebrauch. Der Begriff Heide wird gelegentlich für Atheisten, Agnostiker oder Minderheitsreligionen angewendet. Zudem wird er als Selbstbezeichnung von Anhängern neopaganistischer Bewegungen verwendet.

## Wandlung des Begriffs
Zu Zeiten des frühen Christentums, das sich aus einer innerjüdischen Sekte, dem Judenchristentum, in das Heidenchristentum differenzierte, galten die Abweichler und Anhänger der paulinischen Theologie und Mission vergleichbar selbst als eine Art Heiden. Später, innerhalb des frühmittelalterlichen Christentums, diente der Begriff dann zunächst als einfaches Unterscheidungsmerkmal der aus dem Judentum bekehrten Judenchristen von den nicht-jüdischen Heidenchristen. Seit dem europäischen Mittelalter wurde er vornehmlich aus der Sicht monotheistischer, missionierender Religionen häufig abwertend für religiöse Gegner außerhalb der eigenen Tradition gebraucht.
Vor allem das Christentum verwendete den Begriff als Bezeichnung für alle Ungläubigen. Von manchen wurde in Abweichungen vom gängigen Sprachgebrauch auch die jüdische Religion als heidnisch bezeichnet.
In der konkreten christlich-missionarischen Auseinandersetzung ist der Begriff vor allem in den nordischen Kulturen bereits sehr früh als abgrenzende Selbstbezeichnung nachweisbar (siehe Etymologie).
Heidentum kann als Selbst- und Fremdbezeichnung auch die Wiederbelebung alter Religionen in der Gegenwart bedeuten. In diesem Fall wird der Begriff synonym zum präziseren Neopaganismus (Neuheidentum) verwendet.
Die jüdische Tradition hat vergleichbar den abgrenzenden, im Allgemeinen nicht abwertenden hebräischen Begriff goi („aus den Völkern“), was etwa Nichtjude bzw. Ausländer bedeutet. Die islamische Tradition hat vergleichbar den abgrenzenden, im Allgemeinen abwertenden, arabisch-islamischen Rechtsbegriff Kāfir, der „Ungläubige“ oder „Gottesleugner“ bezeichnet.

## Etymologie
Es gibt verschiedene Theorien über die Etymologie des Wortes Heide (von mittelhochdeutsch heiden, von althochdeutsch heidano „Nichtchrist“).
Die zugrundeliegenden germanischen Erschließungen heiþna, haiþina werden als sehr alte Bildungen eingestuft. Früher wurde das Wort als Lehnübersetzung zu lateinisch paganus betrachtet. Dieses Wort ist aber erst in der zweiten Hälfte des 4. Jahrhunderts aufgekommen (als Plural pagani in der Bedeutung „Heiden“), als das Suffix -ina nicht mehr verwendet wurde, und geht auf das lateinische Wort pagus zurück, das neben „Dorf“ auch „Gau“ und „Heim“ bedeutet und einfach nur das Landvolk oder die Dorfbewohner bezeichnete.
Jost Trier hat 1949 die „Heide“ als Allmende identifiziert und etymologisch mit heimr „Welt, Heimat“ verbunden. So kommt er zur Bedeutung von „heiðinn“ als „zur eigenen heimischen Kultgemeinde gehörend“.
Eine verbreitete Herleitung wurde jedoch von dem Indogermanisten Wilhelm Schulze 1909 an das griechische Wort ἔθνος (éthnos) angeknüpft. Demnach wurde der griechische Begriff τα ἔθνη (ta éthnē „die Völker“) ursprünglich von Juden für Nichtjuden verwendet. Später wurde die Bedeutung von den Christen übernommen und bezeichnete wie das lateinische gentiles und das spätlateinische Wort pagani die Nichtchristen. Der im späten Griechisch mit anlautendem h- aspirierte Begriff wurde (wie auch als hethanos ins Armenische) ins Gotische entlehnt, wo er als haiþno („Heidin“, gesprochen häþno) im Neuen Testament (Markus 7,26) noch eine Griechin, also Nichtjüdin, bezeichnet. Von dort dürfte der Begriff mit gotischen Missionsbestrebungen zu den Westgermanen gelangt sein. Man vermutet, dass das Wort an das gotische haiþi („Feld, Acker“) angelehnt und mit dem lateinischen paganus („Heide“, wörtlich „Landbewohner“) in Verbindung gebracht wurde, so dass es im Althochdeutschen als heidan erscheint.
Zunächst war „heiðinn“ eine durchaus von Christen übernommene, aber nicht pejorative Bezeichnung nordgermanischer Nichtchristen. Der Skalde Eyvindr Skáldaspillir (um 920–990) dichtete (zur Aussprache siehe Isländische Aussprache):
Deyr fé,

deyja frændr,

eyðisk land ok láð;

síts Hákon

fór með heiðin goð,

mörg es þjóð of þéuð.
Das Vieh stirbt,

Die Freunde sterben,

Das Land und das Reich veröden.

Seit Håkon

fuhr zu den heidnischen Göttern,

Wird schwer das Volk geplagt.
Erst die vordringende christliche Missionierung, auch Zwangsmissionierung, führte zu einer gewissen Abwertung im Sinne von „primitiv“, die bis in die 1990er Jahre vorstach.
In der christlichen Tradition dient der Begriff Heide als Sammelbezeichnung für die jeweils anderen, also diejenigen, die außerhalb der eigenen christlich-trinitarischen Traditionen stehen. Der Begriff diente ursprünglich als polemische Kategorie zur Abwertung des anderen, dem die Zugehörigkeit zu einer Religion abgesprochen wird. Eng verknüpft ist damit die Vorstellung der falschen Religion. Je nach Kontext kann deshalb Heide und Heidentum unterschiedliche Bedeutung annehmen. Zeitweise wurden als Heiden alle anderen außerhalb des Christentums benannt, im Zuge der Reformation und der Konfessionalisierung auch die jeweils andere Konfession (oder Herkunft) als heidnisch bezeichnet. Der semantische Gehalt des germanischen Wortes Heide überlappt sich dabei mit der Bedeutung des lateinischen paganus, des Landbewohners, der im begrifflichen Gegensatz zum Stadtbewohner steht.

## Geschichte
In jüdischen Schriften wird einerseits zwischen dem Volk Israel und den Gojim unterschieden, was in der Septuaginta mit ἔθνος (éthnos „Volk“) und in der Vulgata mit gentes („Stämme, Völker“) übersetzt wurde, andererseits werden aber beide Ausdrücke auch häufig (z. B. Genesis 35,11 ) als Selbstbezeichnung verwendet. Diese Ambivalenz in der Verwendung findet sich auch noch im Neuen Testament, mehrheitlich sind aber die Anhänger des griechischen und römischen Polytheismus gemeint, in einigen Fällen auch die zum Christentum bekehrten Nichtjuden. Es wird unterschieden zwischen Judenchristen (zum Christentum bekehrten Juden) und Heidenchristen (zum Christentum bekehrten Anhängern anderer Religionen oder Religionslosen). Paulus bezeichnete sich selbst als Apostel der Heiden (Nationen), weil er sich beauftragt sah, Nichtisraeliten zu lehren und zu verkündigen.
Traditionell wurden die Paganen (Heiden) von den Anhängern monotheistischer Religionen pauschal als Ungläubige betrachtet und behandelt.
Die jüdische, christliche und islamische Ablehnung des Heidentums richtete sich zunächst vor allem gegen den griechischen und römischen Polytheismus, im Zuge der Mission unter anderem auch gegen das germanische, keltische, slawische, baltische und indianische Heidentum.
Als Ende des klassischen Heidentums kann daher jeweils die Entwicklung beziehungsweise die Einführung des Christentums oder des Islam als Volks- oder Staatsreligion angesehen werden, unbeschadet der in den regionalen Übergangszeiten entstandenen Formen des Synkretismus, also der Mischung von religiös-kultischer Tradition und akkommodierten christlichen Inhalten, Riten und Kulten.
Obwohl das Christentum im späten 4. Jahrhundert (also nach der konstantinischen Wende im frühen 4. Jahrhundert) zur Staatsreligion des Römischen Reiches wurde und in der Folgezeit versucht wurde, viele heidnische Bräuche zu unterdrücken oder zu christianisieren, lassen sich noch die ganze Spätantike hindurch heidnische oder zumindest synkretistische Überzeugungen und Praktiken finden. Um 400 nahm aber die Zahl der Anhänger paganer Kulte spürbar ab, zumal auch Christen die kulturellen Traditionen (so die klassische Bildung) betonten.
Später wurde im Christentum das Heidentum außerhalb der eigenen Kultur lokalisiert, häufig als Aberglaube eingestuft oder als Ziel der Missionierung gesehen, wenngleich die zwangsweise Christianisierung offiziell und auch von verschiedenen christlichen Gelehrten im Mittelalter abgelehnt wurde.
Der Islam unterschied ebenfalls von Beginn an zwischen den Leuten des Buches (Christen und Juden) und den Ungläubigen, die missioniert werden sollen. Anhänger polytheistischer Religionen besitzen nach der Scharia bis heute keinen Rechtsstatus und genießen keinen Schutz. Reste des arabischen Heidentums fanden sich noch Anfang des 20. Jahrhunderts, zum Beispiel in Form der Verehrung von Dhū l-Chalasa.
Dagegen konzentrierte sich innerhalb des Christentums der Begriff Heide während der Kreuzzüge fast ausschließlich auf die muslimischen Sarazenen. (Der alte Pflanzenname „Heidnisches Wundkraut“ ist synonym mit lateinisch herba sarracenica und kann Hain-Greiskraut meinen). Erst im Zuge der Mission auf den wieder bzw. neu entdeckten Kontinenten Afrika, Amerika und Asien wurde er im Sinne der Neuland-, Pionier- bzw. Heidenmission wieder breiter gefasst. Heute wird der Begriff im Kontext der Evangelisierung und Inkulturation der meisten christlichen Konfessionen kaum mehr verwendet; vielmehr bezeichnen sich heute die Angehörigen der neu aufkeimenden polytheistischen Strömungen selbst als Heiden, ohne darin eine Form der Geringschätzung zu sehen.

## Neuheidentum
Die Bezeichnung „Heide“ ist aufgrund der christlichen Tradition im deutschen Sprachraum gemeinhin negativ belegt. Demgegenüber steht die positive Verwendung durch das Neuheidentum (Neopaganismus): Obwohl diese esoterisch-neureligiöse Bewegung eine Vielzahl unterschiedlicher und eigenständiger – oft polytheistischer – Richtungen aufweist, bezeichnen sich deren Anhänger häufig bewusst als Heiden, um damit ihre gemeinsame, religiöse Gruppen-Identität als Gegenpol zur christlich-jüdischen Tradition bzw. auch zu allen Weltreligionen und dem „überzeugten Unglauben“ hervorzuheben.
Die neuheidnische Bewegung hat seit der umweltpolitischen Gesellschaftskritik in den 1970er Jahren erheblichen Zulauf. Überall spielen Ökologie, Ganzheitlichkeit und Spiritualität eine zentrale Rolle. Zumeist im Wege individueller „Bewusstseinserweiterungen“ möchte man zu einer Lebensweise- oder zumindest einer Weltanschauung „im Einklang mit der Natur“ gelangen.
Neuheiden beziehen sich unter anderem auf nordische und keltische Märchen und Sagen sowie auf Traditionen und exotische Rituale der sogenannten „Naturreligionen“. Besonders asiatische, indianische und keltische Elemente werden aufgegriffen und – ohne Rücksicht auf den historischen oder geographischen Kontext – den eigenen Vorstellungen angepasst. Die Flut an Veröffentlichungen und Kursen ermöglicht es den dafür aufgeschlossenen Menschen, eine Vielzahl von neuheidnischen Ideen zu konsumieren, ganz individuell zusammenzustellen und zu verändern. In der Szene finden sich auch etliche Vertreter indigener Gruppen, die ihr „archaisches Wissen“ gewinnbringend an neue Heiden verkaufen. Viele dieser Neoschamanen werden in ihrer Heimat nicht als religiöse Autoritäten anerkannt und beispielsweise in Nordamerika abwertend als Plastikschamanen betitelt. Darüber hinaus sind auch ihre Kenntnisse der eigenen Überlieferungen im Zuge der häufig zwangsweisen christlichen Missionierung unvollständig, so dass sie vielfach auf jüngere Entwicklungen (siehe Peyote-Religion) aufbauen, die jedoch ihrerseits schon synkretistische Mischreligionen aus verschiedenen ethnischen und christlichen Elementen sind.
Die Zahl der Anhänger neuheidnischer Weltanschauungen ist statistisch schwer zu ermitteln, da diese häufig nicht in großen Organisationen zusammengefasst sind. Die Schätzungen gehen von mehreren Millionen weltweit aus. Wicca und verwandte Bewegungen sind nach unterschiedlichen Schätzungen von mehreren 1.000 mit bis zu 100.000 Anhängern in Deutschland die größte neuheidnische Richtung. Um das Jahr 1990 wurde die Zahl der Wicca-Anhänger auf mehr als 200.000 in den USA, 30.000 in Großbritannien und weltweit auf 800.000 geschätzt.